# Phacochoerini
A Phacochoerini az emlősök (Mammalia) osztályának párosujjú patások (Artiodactyla) rendjébe, ezen belül a disznófélék (Suidae) családjába és a Suinae/?Phacochoerinae alcsaládjába tartozó nemzetség.

## Rendszerezés
A nemzetségbe az alábbi 4 emlősnem tartozik, ezekből manapság már csak egy él:
- †Metridiochoerus Hopwood, 1926; pliocén - pleisztocén
- varacskosdisznó (Phacochoerus) F. Cuvier, 1826 - típusnem; pliocén - jelen
- †Potamochoeroides pliocén, talán a pleisztocén kort is elérte
- †Stylochoerus pleisztocén